# 해탄적일천
《해탄적일천》(민난어: 海灘的一天, 영어: That Day, On The Beach)은 1983년에 개봉한 타이완의 드라마 영화이다. 에드워드 양이 감독과 각본을 맡았다. 타이완은 1983년 4월 11일에 대한민국은 2022년 1월 6일에 개봉되었다.

## 줄거리
린자리는 오빠와 연인이였던 탄웨이칭이 집안의 정략결혼을 선택한 오빠와 헤어지고 13년만에 유명피아니스트가 되어 만나게 되고 그 동안 있어졌던 오빠와 린자리 자신의 이야기를 하게 되는데...

## 출연진

### 주연
- 실비아 창 - 린자리 역
- 호인몽 - 탄웨이칭 역
- 모학유 - 더웨이 역